# تلاؤم شامل عند البشر
التلاؤم الشامل عند البشر (بالإنجليزية: Inclusive fitness in humans) هو تطبيق نظرية التلاؤم الشامل على السلوك الاجتماعي البشري، والعلاقات، والتعاون.
نظرية التلاؤم الشامل (ونظرية اصطفاء القرابة ذات الصلة) هي نظريات عامة في علم الأحياء التطوري تقترح طريقة لفهم تطور السلوكيات الاجتماعية لدى الكائنات الحية. بينما كانت الأفكار المختلفة المتعلقة بهذه النظريات مؤثرة في دراسة السلوك الاجتماعي للكائنات غير البشرية، فإن تطبيقها على السلوك البشري كان محل نقاش.
تُفهم نظرية التلاؤم الشامل على نطاق واسع بأنها تصف معيارًا إحصائيًا يمكن من خلاله للسلوكيات الاجتماعية أن تتطور لتصبح منتشرة في مجموعة من الكائنات الحية. ومع ذلك، بالإضافة إلى ذلك، فسر بعض العلماء النظرية لتقديم تنبؤات حول كيفية توسط تعبير السلوك الاجتماعي في كل من البشر والحيوانات الأخرى – عادةً أن القرابة الجينية تحدد تعبير السلوك الاجتماعي. بينما يرى علماء أحياء وعلماء أنثروبولوجيا آخرون أنه بخلاف أهميتها التطورية الإحصائية، فإن النظرية لا تعني بالضرورة أن القرابة الجينية بحد ذاتها تحدد تعبير السلوك الاجتماعي في الكائنات الحية. بدلاً من ذلك، قد يُوسط تعبير السلوك الاجتماعي من خلال ظروف مترابطة، مثل الموقع المشترك، بيئة التنشئة المشتركة، الألفة أو غيرها من الإشارات السياقية التي ترتبط بالقرابة الجينية المشتركة، وبالتالي تلبية المعايير التطورية الإحصائية دون أن تكون حتمية. بينما لا يزال الموقف الأول يثير الجدل، فإن الموقف الأخير يتناسب بشكل أفضل تجريبيًا مع البيانات الأنثروبولوجية حول ممارسات القرابة البشرية، وهو مقبول لدى علماء الأنثروبولوجيا الثقافية.

## التاريخ
لقد أدى تطبيق وجهات نظر البيولوجيا التطورية على البشر والمجتمع البشري في كثير من الأحيان إلى فترات من الجدل والنقاش، نظرًا لعدم توافقها الظاهر مع وجهات النظر البديلة حول الإنسانية. من الأمثلة على الخلافات المبكرة ردود الفعل على كتاب "أصل الأنواع"، ومحاكمة القرد سكوبس. ومن الأمثلة على الخلافات اللاحقة المرتبطة بشكل مباشر بنظرية التلاؤم الشامل واستخدامها في علم الأحياء الاجتماعي المواجهات الجسدية في اجتماعات مجموعة دراسة علم الأحياء الاجتماعي، وفي كثير من الأحيان الحجج الفكرية مثل كتاب ساهلينز عام 1976 "استخدام وإساءة استخدام علم الأحياء"، وكتاب ليوونتين وآخرين عام 1984 "ليس في جيناتنا"، وكتاب كيتشر عام 1985 "طموح مبالغ فيه: البيولوجيا الاجتماعية والسعي وراء الطبيعة البشرية". وقد أنتج بعض هذه الحجج اللاحقة علماء آخرون، بمن فيهم علماء أحياء وعلماء أنثروبولوجيا، ضد كتاب ويلسون عام 1975 "البيولوجيا الاجتماعية: التوليف الجديد"، والذي تأثر (وإن لم يكن بالضرورة مدعومًا) بعمل هاميلتون حول نظرية التلاؤم الشامل.
كان أحد النقاشات الرئيسية في تطبيق نظرية التلاؤم الشامل على البشر بين علماء الأحياء وعلماء الأنثروبولوجيا حول مدى كون علاقات القرابة البشرية (التي تعتبر مكونًا كبيرًا من التضامن البشري ونشاط وممارسة الإيثار) تستند بالضرورة أو تتأثر بالعلاقات الجينية أو روابط الدم ("القرابة بالدم"). يلخص ساهلينز (1976) موقف معظم علماء الأنثروبولوجيا الاجتماعية، وهو أن البشر "فئات 'القريب' و'البعيد' [من الأقارب] تختلف بشكل مستقل عن مسافة القرابة بالدم، وأن هذه الفئات تنظم الممارسة الاجتماعية الفعلية". يختلف علماء الأحياء الذين يرغبون في تطبيق النظرية على البشر مباشرة، مجادلين بأن "فئات 'القريب' و'البعيد' لا 'تختلف بشكل مستقل عن مسافة القرابة بالدم'، ليس في أي مجتمع على وجه الأرض".
هذا الاختلاف جوهري بسبب الطريقة التي يرى بها العديد من علماء الأحياء الارتباط بين روابط الدم/العلاقات الجينية والإيثار. غالبًا ما يفهم علماء الأحياء أن نظرية التلاؤم الشامل تقدم تنبؤات حول كيفية توسط السلوك لدى كل من البشر والحيوانات الأخرى. على سبيل المثال، صُممت تجربة حديثة أجراها عالم النفس التطوري روبن دونبار وزملاؤه على البشر، كما فهموا، "لاختبار التنبؤ بأن سلوك الإيثار يتوسطه قانون هاميلتون" (نظرية التلاؤم الشامل) وبشكل أكثر تحديدًا أن "إذا اتبع المشاركون قانون هاميلتون، فإن الاستثمار (الوقت الذي يُحفظ فيه الوضع [الإيثاري]) يجب أن يزيد مع صلة المتلقي بالمشارك. في الواقع، اختبرنا ما إذا كان الاستثمار يتدفق بشكل مختلف عبر قنوات القرابة." من نتائجهم، استنتجوا أن "التلاؤم الشامل البشري يتوسطه قانون هاميلتون... يتصرف البشر بطريقة تزيد من التلاؤم الشامل: إنهم أكثر استعدادًا لإفادة الأقارب المقربين أكثر من الأفراد الأبعد صلة" (مادسن وآخرون 2007). يستمر علماء الأنثروبولوجيا الاجتماعية في رفض هذا الموقف لكونه غير متوافق مع الكم الهائل من البيانات الإثنوغرافية حول القرابة والإيثار التي جمعها تخصصهم على مدى عقود عديدة، والتي تثبت أنه في العديد من الثقافات البشرية، لا تتطابق علاقات القرابة (المصحوبة بالإيثار) بالضرورة بشكل وثيق مع العلاقات الجينية.
بينما هذا الفهم أعلاه لنظرية التلاؤم الشامل، على أنها بالضرورة تقدم تنبؤات حول كيفية توسط القرابة والإيثار البشري، شائع بين علماء النفس التطوريين، إلا أن علماء أحياء وعلماء أنثروبولوجيا آخرين جادلوا بأنه في أفضل الأحوال فهم محدود (وفي أسوأ الأحوال فهم خاطئ) لنظرية التلاؤم الشامل. يجادل هؤلاء العلماء بأن النظرية تُفهم بشكل أفضل على أنها تصف ببساطة معيارًا تطوريًا لظهور السلوك الإيثاري، وهو ذو طبيعة إحصائية صريحة، وليس كتنبؤ بآليات قريبة أو وسيطة للسلوك الإيثاري، والتي قد لا يُحدد بالضرورة بالقرابة الجينية (أو روابط الدم) في حد ذاتها. وقد قيل إن هذه الفهوم البديلة غير الحتمية وغير الاختزالية لنظرية التلاؤم الشامل والسلوك البشري متوافقة مع بيانات علماء الأنثروبولوجيا التي جُمعت على مدى عقود حول القرابة البشرية، ومتوافقة مع وجهات نظر علماء الأنثروبولوجيا حول القرابة البشرية. وقد قُبل هذا الموقف (مثل قرابة الرعاية) إلى حد كبير من قبل علماء الأنثروبولوجيا الاجتماعية، بينما لا يزال الموقف السابق (الذي لا يزال يتمسك به علماء النفس التطوريون، انظر أعلاه) مرفوضًا من قبل علماء الأنثروبولوجيا الاجتماعية.

## الخلفية النظرية

### نظرة عامة نظرية
تقترح نظرية التلاؤم الشامل، التي قدمها بيل هاميلتون لأول مرة في أوائل الستينيات، معيارًا انتقائيًا للتطور المحتمل للسمات الاجتماعية لدى الكائنات الحية، حيث يمكن للسلوك الاجتماعي المكلف لبقاء الكائن الحي وتكاثره أن ينشأ مع ذلك في ظل ظروف معينة. تتعلق الحالة الرئيسية بالاحتمال الإحصائي بأن الفوائد الهامة للسمة أو السلوك الاجتماعي تتراكم (لبقاء وتكاثر) الكائنات الحية الأخرى التي تحمل أيضًا السمة الاجتماعية. نظرية التلاؤم الشامل هي معالجة عامة للاحتمالات الإحصائية للسمات الاجتماعية التي تتراكم لأي كائنات حية أخرى من المرجح أن تنشر نسخة من نفس السمة الاجتماعية. تتعامل نظرية انتخاب القرابة مع الحالة الأضيق والأكثر وضوحًا للفوائد التي تتراكم للأقارب الوراثيين المقربين (أو ما يسميه علماء الأحياء "الأقارب") الذين قد يحملون السمة وينشرونها أيضًا. في ظل الظروف التي ترتبط فيها السمة الاجتماعية بشكل كافٍ (أو بشكل أكثر دقة، تنحدر) مع حاملين آخرين محتملين، يمكن أن يؤدي ذلك إلى زيادة صافية إجمالية في تكاثر السمة الاجتماعية في الأجيال المستقبلية.
يخدم هذا المفهوم لشرح كيف يمكن للانتقاء الطبيعي أن يديم الإيثار. إذا كان هناك "جين إيثار" (أو مجموعة من الجينات أو العوامل الوراثية) يؤثر على سلوك الكائن الحي بطريقة مفيدة وحامية للأقارب ونسلهم، فإن هذا السلوك يمكن أن يزيد أيضًا نسبة جين الإيثار في التجمع، لأن الأقارب من المرجح أن يتشاركوا الجينات مع الكائن الإيثاري بسبب النسب المشترك. بعبارات رسمية، إذا نشأت مثل هذه المجموعة من الجينات، فإن قاعدة هاميلتون (rb>c) تحدد المعايير الانتقائية (من حيث القرابة (r)، التكلفة (c)، الفائدة (b)) لزيادة تكرار هذه السمة في التجمع (انظر التلاؤم الشامل لمزيد من التفاصيل). لاحظ هاميلتون أن نظرية التلاؤم الشامل لا تتنبأ بحد ذاتها بأن نوعًا معينًا سيتطور بالضرورة مثل هذه السلوكيات الإيثارية، نظرًا لأن الفرصة أو السياق للتفاعل بين الأفراد هو شرط أساسي وأكثر ضرورة لحدوث أي تفاعل اجتماعي في المقام الأول. كما صاغها هاميلتون، "الأفعال الإيثارية أو الأنانية ممكنة فقط عندما يكون هناك كائن اجتماعي مناسب متاح. وبهذا المعنى، فإن السلوكيات مشروطة من البداية.". بعبارة أخرى، في حين أن نظرية التلاؤم الشامل تحدد مجموعة من المعايير الضرورية لتطور سمات إيثارية معينة، إلا أنها لا تحدد شرطًا كافيًا لتطورها في أي نوع معين، نظرًا لأن البيئة النموذجية والديموغرافيا ونمط حياة النوع يجب أن تسمح أيضًا بحدوث تفاعلات اجتماعية بين الأفراد قبل أن يتمكن أي تفصيل محتمل للسمات الاجتماعية من التطور فيما يتعلق بهذه التفاعلات.

### العروض الأولية للنظرية
ركز العرض الأولي لنظرية التلاؤم الشامل (في منتصف الستينيات) على تقديم الحالة الرياضية العامة لإمكانية التطور الاجتماعي. ومع ذلك، نظرًا لأن العديد من علماء الأحياء الميدانيين يستخدمون النظرية بشكل أساسي كدليل لملاحظاتهم وتحليلهم للظواهر التجريبية، فقد تكهن هاميلتون أيضًا بالآليات السلوكية القريبة الممكنة التي قد يمكن ملاحظتها في الكائنات الحية والتي يمكن من خلالها أن تحقق السمة الاجتماعية بشكل فعال هذا الارتباط الإحصائي الضروري بين حامليها المحتملين:
إن الميزة الانتقائية التي تجعل السلوك مشروطًا بالمعنى الصحيح على التمييز بين العوامل التي ترتبط بعلاقة الفرد المعني واضحة بالتالي. قد يكون، على سبيل المثال، أنه فيما يتعلق بعمل اجتماعي معين يُجرى تجاه الجيران بشكل عشوائي، فإن الفرد بالكاد يحقق التعادل من حيث التلاؤم الشامل. إذا كان بإمكانه تعلم التعرف على جيرانه الذين هم أقارب مقربون حقًا ويمكنه تكريس أفعاله المفيدة لهم وحدهم، فستظهر ميزة للتلاؤم الشامل على الفور. وبالتالي، فإن الطفرة التي تسبب مثل هذا السلوك التمييزي تفيد التلاؤم الشامل وستُختار. في الواقع، قد لا يحتاج الفرد إلى أداء أي تمييز معقد كما نقترح هنا؛ فالاختلاف في كرم سلوكه وفقًا لما إذا كانت المواقف التي تثيره قد واجهت بالقرب من منزله أو بعيدًا عنه قد يسبب ميزة من نوع مماثل.

- (هاميلتون 1996 [1964]، 51)
كان هاميلتون هنا يقترح آليتين قريبتين واسعتين يمكن من خلالهما أن تلبي السمات الاجتماعية معيار الارتباط المحدد بالنظرية:
تمييز الأقارب (التمييز النشط): إذا كانت السمة الاجتماعية تمكّن الكائن الحي من التمييز بين درجات مختلفة من القرابة الجينية عند التفاعل في مجتمع مختلط، والتمييز (بشكل إيجابي) في أداء السلوكيات الاجتماعية على أساس اكتشاف القرابة الجينية، فإن متوسط قرابة متلقي الإيثار يمكن أن يكون مرتفعًا بما يكفي لتلبية المعيار. في قسم آخر من نفس الورقة (صفحة 54)، درس هاميلتون ما إذا كانت "الجينات الفائقة" التي تحدد نسخًا من نفسها في الآخرين قد تتطور لتقديم معلومات أكثر دقة حول القرابة الجينية. وقد اعتبر لاحقًا (1987، انظر أدناه) أن هذا كان خاطئًا وسحب الاقتراح.
المجموعات اللزجة (إشارات مكانية): حتى الإيثار العشوائي قد يحقق الارتباط في المجموعات "اللزجة" حيث يكون لدى الأفراد معدلات انتشار منخفضة أو مسافات انتشار قصيرة من نطاق موطنهم (موقع ولادتهم). هنا، يكون الشركاء الاجتماعيون عادةً مرتبطين جينيًا ارتباطًا وثيقًا، وبالتالي يمكن أن يزدهر الإيثار حتى في غياب آليات التعرف على الأقارب والتمييز بين الأقارب - يوفر التقارب المكاني والإشارات الظرفية الارتباط الضروري.
كان لهذين الاقتراحين البديلين تأثيرات مهمة على كيفية فهم علماء الأحياء الميدانيين للنظرية وما بحثوا عنه في سلوك الكائنات الحية. في غضون بضع سنوات، كان علماء الأحياء يبحثون عن أدلة على أن آليات "التمييز بين الأقارب" قد تحدث في الكائنات الحية، بافتراض أن هذا كان توقعًا ضروريًا لنظرية التلاؤم الشامل، مما أدى إلى ظهور مجال فرعي لأبحاث "التمييز بين الأقارب".

### التحسينات النظرية اللاحقة
أحد المصادر الشائعة للخلط حول نظرية التلاؤم الشامل هو أن تحليلات هاميلتون المبكرة تضمنت بعض الأخطاء التي، على الرغم من تصحيحه لها في منشورات لاحقة، غالباً ما لا يفهمها الباحثون الآخرون الذين يحاولون تطبيق التلاؤم الشامل لفهم سلوك الكائنات الحية. على سبيل المثال، اقترح هاميلتون في البداية أن الارتباط الإحصائي في صياغته يمكن فهمه من خلال معامل ارتباط القرابة الجينية، لكنه سرعان ما قبل تصحيح جورج برايس بأن معامل الانحدار العام هو المقياس الأكثر ملاءمة، ونشرا معاً التصحيحات في عام 1970. من أوجه الخلط ذات الصلة هو الارتباط بين التلاؤم الشامل والاصطفاء الزمري، والذي غالباً ما يُفترض خطأً أنهما نظريتان متنافيتان. يساعد معامل الانحدار في توضيح هذا الارتباط:
بسبب الطريقة التي شُرِح بها في البداية، غالبًا ما جرى تعريف النهج الذي يستخدم التلاؤم الشامل بـ "الانتخاب القرابي وقُدِّمَ بصرامة كبديل لـ "الانتخاب الجماعي". لكن المناقشة السابقة توضح أن القرابة يجب أن تُعتبر مجرد طريقة واحدة للحصول على تراجع إيجابي للنمط الجيني في المتلقي، وأن هذا التراجع الإيجابي ضروري للغاية للإيثار. وبالتالي، فإن مفهوم التلاؤم الشامل أعمّ من "الانتخاب القرابي".

- (هاميلتون 1996 [1975]، 337)
عدّل هاميلتون أيضاً لاحقاً تفكيره حول الآليات الوسيطة المحتملة التي من خلالها تحقق السمات الاجتماعية الارتباط الضروري بالقرابة الجينية. على وجه التحديد، صحح تكهناته المبكرة بأن القدرة الفطرية (و"الجينات الفائقة") على التعرف على القرابة الجينية الفعلية كانت آلية وسيطة محتملة للإيثار تجاه الأقارب:
ولكن مرة أخرى، لا نتوقع أي شيء يمكن وصفه بأنه تكيف فطري للتعرف على الأقارب، يُستخدم للسلوك الاجتماعي بخلاف التزاوج، للأسباب المذكورة بالفعل في الحالة الافتراضية للأشجار."

- (هاميلتون 1987، 425)
نقطة تجنب زواج الأقارب مهمة، حيث أن الجينوم الكامل للكائنات الحية الجنسية يستفيد من تجنب التزاوج الوثيق بين الأقارب؛ هناك ضغط انتخابي مختلف يؤثر مقارنة بضغط الانتخاب على السمات الاجتماعية (انظر تمييز الأقارب لمزيد من المعلومات).
لا يترتب على ذلك... أن القدرة على التمييز بين درجات القرابة تعني تلقائياً أن الاصطفاء القرابي هو النموذج وثيق الصلة بمنشأها. في الواقع، منذ وقت أبكر من داروين، كان قد أُدرك أن معظم الكائنات الحية تميل إلى تجنب التزاوج الوثيق بين الأقارب. يجب أن تكون الأسباب مرتبطة بوظيفة النشاط الجنسي، وهذا لم يُحل بعد تماماً (انظر على سبيل المثال بيل، 1982؛ شيلدز، 1982؛ هاميلتون، 1982)؛ ولكن مهما كانت الوظيفة، لا بد أن تكون هناك مجموعة أخرى من الأسباب للتمييز. من الواضح أن بعض الحيوانات تستخدم التمييز لأغراض اختيار الشريك. على سبيل المثال، من الواضح أن طائر السمان الياباني يستخدم الانطباع المبكر لرفاق صغاره للحصول، لاحقاً، على درجات مفضلة من القرابة في شركائهم (بيتسون 1983).

- (هاميلتون 1987، 419)
منذ تكهنات هاميلتون عام 1964 حول آليات التمييز النشطة (أعلاه)، أوضح منظّرون آخرون مثل ريتشارد دوكينز أنه سيكون هناك ضغط انتخابي سلبي ضد آليات الجينات للتعرف على نسخ من نفسها في أفراد آخرين والتمييز اجتماعياً بينهم على هذا الأساس. استخدم دوكينز تجربته الفكرية "اللحية الخضراء"، حيث يُتصور أن جيناً للسلوك الاجتماعي يتسبب أيضاً في نمط ظاهري مميز يمكن التعرف عليه من قبل حاملين آخرين للجين. نظراً لتضارب التشابه الجيني في بقية الجينوم، سيكون هناك ضغط انتخابي لقمع تضحيات الإيثار "ذات اللحية الخضراء" عبر الانحراف التوزيعي.

### المفاهيم الخاطئة المستمرة
غالبًا ما تمر توضيحات هاميلتون اللاحقة دون أن يلاحظها أحد، وبسبب الافتراض طويل الأمد بأن اصطفاء القرابة يتطلب قدرات فطرية للتعرف على الأقارب، حاول بعض المنظرين لاحقًا توضيح الموقف:
إن حقيقة أن الحيوانات تستفيد من الانخراط في سلوكيات ذات وساطة مكانية ليست دليلاً على أن هذه الحيوانات يمكنها التعرف على أقاربها، كما أنها لا تدعم الاستنتاج بأن السلوكيات التفاضلية القائمة على المكان تمثل آلية للتعرف على الأقارب (انظر أيضًا المناقشات من قبل بلاوستين، 1983؛ والدمان، 1987؛ هالبين 1991). بعبارة أخرى، من منظور تطوري، قد يكون من المفيد للأقارب أن يتجمعوا وأن تتصرف الأفراد تفضيليًا تجاه الأقارب القريبين، سواء كان هذا السلوك نتيجة للتعرف على الأقارب في حد ذاته أم لا" (تانغ-مارتينيز 2001، 25)
في أوراقه الأصلية حول نظرية التلاؤم الشامل، أشار هاميلتون إلى أن درجة القرابة العالية بما يكفي لتفضيل السلوكيات الإيثارية يمكن أن تتراكم بطريقتين - التمييز بين الأقارب أو الأنتشار المحدود (هاميلتون، 1964، 1971، 1972، 1975). هناك كم هائل من الأدبيات النظرية حول الدور المحتمل للأنتشار المحدود تمت مراجعته بواسطة بلات وبيفر (2009) وويست وآخرون (2002أ)، بالإضافة إلى اختبارات التطور التجريبية لهذه النماذج (ديجل وآخرون، 2007؛ جريفين وآخرون، 2004؛ كومرلي وآخرون، 2009). ومع ذلك، على الرغم من ذلك، لا يزال يُزعم أحيانًا أن انتخاب الأقارب يتطلب التمييز بين الأقارب (أوتس وويلسون، 2001؛ سيلك، 2002). علاوة على ذلك، يبدو أن عددًا كبيرًا من المؤلفين قد افترضوا ضمنيًا أو صراحةً أن التمييز بين الأقارب هو الآلية الوحيدة التي يمكن من خلالها توجيه السلوكيات الإيثارية نحو الأقارب... هناك صناعة ضخمة من الأوراق البحثية التي تعيد اختراع الأنتشار المحدود كتفسير للتعاون. يبدو أن الأخطاء في هذه المجالات تنبع من الافتراض غير الصحيح بأن انتخاب الأقارب أو فوائد الصلاحية غير المباشرة تتطلب التمييز بين الأقارب (مفهوم خاطئ 5)، على الرغم من أن هاميلتون أشار إلى الدور المحتمل للأنتشار المحدود في أوراقه الأولى حول نظرية التلاؤم الشامل (هاميلتون، 1964؛ هاميلتون، 1971؛ هاميلتون، 1972؛ هاميلتون، 1975). (ويست وآخرون 2010، ص 243 وملحق)
لقد أدى الافتراض بأن "اصطفاء القرابة يتطلب التمييز بين الأقارب" إلى إخفاء الإمكانية الأكثر اقتصادًا وهي أن التوسط في التعاون الاجتماعي القائم على الإشارات المكانية والذي يعتمد على التشتت المحدود والسياق التنموي المشترك يوجد بشكل شائع في العديد من الكائنات الحية التي دُرست، بما في ذلك أنواع الثدييات الاجتماعية. كما أشار هاميلتون، "إن الأفعال الإيثارية أو الأنانية لا يمكن أن تتم إلا عندما يكون هناك هدف اجتماعي مناسب متاح. وبهذا المعنى، فإن السلوكيات مشروطة منذ البداية". نظرًا لأن السياق الموثوق به للتفاعل بين الفاعلين الاجتماعيين هو دائمًا شرط ضروري لظهور السمات الاجتماعية، فإن السياق الموثوق به للتفاعل موجود بالضرورة ليُستفاد منه بواسطة الإشارات المعتمدة على السياق للتوسط في السلوكيات الاجتماعية. لقد سمح التركيز على آليات التوسط في التشتت المحدود والسياق التنموي الموثوق به بإحراز تقدم كبير في تطبيق اصطفاء القرابة ونظرية التلاؤم الشامل على مجموعة واسعة من الأنواع، بما في ذلك البشر، على أساس التوسط القائم على الإشارات للروابط الاجتماعية والسلوكيات الاجتماعية.

## أدلة الثدييات
في الثدييات، كما هو الحال في الأنواع الأخرى، يُشكّل المثوى البيئي والظروف الديموغرافية بشكل كبير السياقات النموذجية للتفاعل بين الأفراد، بما في ذلك تكرار وظروف التفاعلات بين الأقارب الجينيين. على الرغم من أن الثدييات تتواجد في مجموعة واسعة من الظروف البيئية والترتيبات الديموغرافية المتغيرة، إلا أن سياقات معينة للتفاعل بين الأقارب الجينيين موثوقة بما يكفي لكي يعمل عليها الانتخاب الطبيعي. غالبًا ما تكون الثدييات حديثة الولادة غير قادرة على الحركة ودائمًا ما تكون معتمدة تمامًا (معتمدة اجتماعيًا إذا جاز التعبير) على مقدمي الرعاية للحصول على الحليب الغني بالمغذيات وللحماية. هذا الاعتماد الاجتماعي الأساسي هو حقيقة ثابتة لجميع الثدييات، بما في ذلك البشر. تؤدي هذه الظروف إلى سياق مكاني موثوق به يكون فيه ارتباط إحصائي للجينات المتماثلة بين أنثى متكاثرة ونسلها الرضيع (وكان نموذجيًا تطوريًا) لمعظم أنواع الثدييات. وبعيدًا عن هذا السياق الولادي، فإن الإمكانيات الموسعة للتفاعل المتكرر بين الأفراد ذوي الصلة أكثر تباينًا وتعتمد على العيش في مجموعات مقابل العيش الانفرادي، وأنماط التزاوج، ومدة التطور قبل البلوغ، وأنماط الأنتشار، والمزيد. على سبيل المثال، في الرئيسيات التي تعيش في مجموعات حيث تبقى الإناث في مجموعتهن الأصلية طوال حياتهن، ستكون هناك فرص مدى الحياة للتفاعلات بين الإناث المرتبطات من خلال أمهاتهن وجداتهن وما إلى ذلك. وبالتالي توفر هذه الظروف أيضًا سياقًا مكانيًا لآليات تعتمد على الإشارات للتوسط في السلوكيات الاجتماعية.
يبدو أن الآلية الأكثر انتشارًا وأهمية للتعرف على الأقارب في الثدييات هي الألفة من خلال الارتباط المسبق (بيكوف، 1981؛ شيرمان، 1980). أثناء التطور، يتعلم الأفراد ويستجيبون للإشارات من الكائنات الأكثر ألفة أو الأكثر شيوعًا في بيئتهم. يستجيب الأفراد للأفراد المألوفين كأقارب وللأفراد غير المألوفين كغرباء. (إيرهارت وآخرون 1997، 153-154)
تولد صغار الثدييات في مجموعة واسعة من المواقف الاجتماعية، تتراوح من العزلة عن جميع الأفراد الآخرين باستثناء أمهاتهم (وربما الأشقاء الآخرين) إلى الولادة في مجموعات اجتماعية كبيرة. على الرغم من أن الأشقاء يتفاعلون في مجموعة واسعة من الأنواع ذات التاريخ الحياتي المختلف، إلا أن هناك ظروفًا معينة، معظمها يتعلق بالبيئة التنموية، ستفضل حدوثًا متحيزًا للتفاعلات بين أشقاء من نفس البطن و/أو أشقاء من أعمار مختلفة. سيتم الجدال لاحقًا بأن هذه الظروف، وربما ظروف أخرى، هي التي تهيئ (بطريقة احتمالية) الأشقاء للتفاعل مع بعضهم البعض. ومع ذلك، إذا تعرض فردان (أو أكثر) صغيران جدًا غير مرتبطين (لنفترض من نفس النوع للتبسيط) لهذه الظروف، فسيتصرفان أيضًا كأشقاء. وهذا يعني أنه على الرغم من أن [الصلة الوراثية] و[الألفة] مرتبطان ارتباطًا وثيقًا في العديد من الثدييات، إلا أن [الألفة] يمكن أن تتجاوز [الصلة الوراثية]، وليس العكس. (بيكوف 1981، 309)
بالإضافة إلى الأمثلة المذكورة أعلاه، تدعم مجموعة واسعة من الأدلة من أنواع الثدييات أن السياق المشترك والألفة يتوسطان الترابط الاجتماعي، وليس الصلة الوراثية بحد ذاتها. توضح دراسات التربية المتبادلة (وضع صغار غير مرتبطين في بيئة تنموية مشتركة) بقوة أن الأفراد غير المرتبطين يرتبطون ويتعاونون تمامًا كما يفعل الأشقاء العاديون. وبالتالي يوضح الدليل أن الترابط والتعاون يتوسطان عن طريق التقارب، والسياق المشترك، والألفة، وليس عن طريق التعرف النشط على الصلة الوراثية. وهذا يمثل مشكلة لأولئك البيولوجيين الذين يرغبون في الادعاء بأن نظرية اللياقة الشاملة تتنبأ بأن التعاون الاجتماعي يتوسط عن طريق الصلة الوراثية، بدلاً من فهم النظرية ببساطة على أنها تنص على أن السمات الاجتماعية يمكن أن تتطور في ظل ظروف يكون فيها ارتباط إحصائي للكائنات المرتبطة وراثيًا. يرى الموقف الأول أن التعبير عن السلوك التعاوني ناجم بشكل أو بآخر بشكل حتمي عن الصلة الوراثية، بينما لا يرى الموقف الأخير ذلك. إن التمييز بين التعاون الذي يتوسط عن طريق السياق المشترك، والتعاون الذي يتوسط عن طريق الصلة الوراثية بحد ذاتها، له آثار كبيرة على ما إذا كانت نظرية التلاؤم الشامل يمكن اعتبارها متوافقة مع الأدلة الأنثروبولوجية على الأنماط الاجتماعية البشرية أم لا. منظور السياق المشترك متوافق إلى حد كبير، بينما منظور الصلة الوراثية ليس كذلك.

## القرابة البشرية والتعاون
لقد واكب الجدل حول كيفية تفسير الآثار المترتبة على نظرية التلاؤم الشامل فيما يتعلق بالتعاون الاجتماعي البشري بعض سوء الفهم الرئيسي المذكور أعلاه. في البداية، افترض علماء الأحياء التطورية المهتمون بالبشر خطأً أنه في الحالة البشرية، "تتطلب انتقاء القرابة تمييز القرابة" جنبًا إلى جنب مع زملائهم الذين يدرسون أنواعًا أخرى. بعبارة أخرى، افترض العديد من علماء الأحياء أن الروابط الاجتماعية القوية المصحوبة بالإيثار والتعاون في المجتمعات البشرية (التي درسها مجال الأنثروبولوجيا المتعلق بالقرابة منذ فترة طويلة) بُنيت بالضرورة على التعرف على الصلة الجينية (أو "روابط الدم"). بدا هذا مناسبًا تمامًا للبحث التاريخي في الأنثروبولوجيا الذي نشأ في القرن التاسع عشر والذي افترض غالبًا أن القرابة البشرية مبنية على الاعتراف بروابط الدم المشتركة.
ومع ذلك، وبغض النظر عن ظهور نظرية التلاؤم الشامل، أعاد العديد من علماء الأنثروبولوجيا أنفسهم، اعتبارًا من الستينيات فصاعدًا، فحص ميزان النتائج في بياناتهم الإثنوغرافية الخاصة بهم وبدأوا في رفض فكرة أن القرابة البشرية "تسببها" روابط الدم. لقد جمع علماء الأنثروبولوجيا بيانات إثنوغرافية واسعة النطاق حول الأنماط والسلوكيات الاجتماعية البشرية على مدى قرن أو أكثر، من طيف واسع من المجموعات الثقافية المختلفة. توضح البيانات أن العديد من الثقافات لا تعتبر "روابط الدم" (بالمعنى الجيني) هي الأساس لعلاقاتها الاجتماعية الوثيقة وروابط القرابة. بدلاً من ذلك، غالبًا ما تُعتبر الروابط الاجتماعية مبنية على الظروف المشتركة القائمة على الموقع، بما في ذلك العيش معًا (الإقامة المشتركة)، والنوم بالقرب من بعضهم البعض، والعمل معًا، ومشاركة الطعام (الموائد المشتركة)، وأشكال أخرى من الحياة المشتركة معًا. وقد أظهر علماء الأنثروبولوجيا المقارنة أن هذه الجوانب من الظروف المشتركة هي مكون مهم لما يؤثر على القرابة في معظم الثقافات البشرية، بغض النظر عما إذا كانت "روابط الدم" موجودة بالضرورة أم لا.
على الرغم من أن روابط الدم (والصلة الجينية) غالبًا ما ترتبط بالقرابة، تمامًا كما في حالة الثدييات، فإن الأدلة من المجتمعات البشرية تشير إلى أن الصلة الجينية بحد ذاتها ليست الآلية الوسيطة للترابط الاجتماعي والتعاون، بل هي السياق المشترك (وإن كان يتكون عادةً من أقارب وراثيين) والألفة التي تنشأ منه، والتي تتوسط الروابط الاجتماعية. هذا يعني أن الصلة الجينية ليست الآلية الحاسمة ولا هي مطلوبة لتكوين روابط اجتماعية في مجموعات القرابة، أو للتعبير عن الإيثار لدى البشر، حتى لو كانت الارتباطات الإحصائية للصلة الجينية معيارًا تطوريًا لظهور مثل هذه السمات الاجتماعية في الكائنات البيولوجية على مدى الأطر الزمنية التطورية. إن فهم هذا التمييز بين الدور الإحصائي للصلة الجينية في تطور السمات الاجتماعية، ومع ذلك افتقارها إلى الدور الحتمي الضروري في آليات وساطة الترابط الاجتماعي والتعبير عن الإيثار، هو مفتاح التطبيق الصحيح لنظرية التلاؤم الشامل على السلوك الاجتماعي البشري (وكذلك على الثدييات الأخرى).

### رعاية القرابة
يتوافق مفهوم رعاية القرابة في الدراسة الأنثروبولوجية للعلاقات الاجتماعية البشرية مع تركيز علماء الأحياء على الألفة والسياق المشترك كوسيط للروابط الاجتماعية، ويسلط الضوء على المدى الذي تتكون به هذه العلاقات من خلال أداء أفعال مختلفة من المشاركة، وأفعال الرعاية، وأداء التنشئة بين الأفراد الذين يعيشون على مقربة. بالإضافة إلى ذلك، يسلط المفهوم الضوء على النتائج الإثنوغرافية التي تشير إلى أن الناس في مجموعة واسعة من المجتمعات البشرية يفهمون علاقاتهم ويفكرون فيها ويرمزون إليها بشكل أساسي من حيث العطاء والتلقي والمشاركة في الرعاية. يتناقض هذا المفهوم مع المفاهيم الأنثروبولوجية السابقة التي كانت تعتبر علاقات القرابة البشرية قائمة بشكل أساسي على "روابط الدم" أو شكل آخر من أشكال المادة المشتركة، أو بديلاً عنها (كما في القرابة المصطنعة)، والفكرة المصاحبة بأن الناس يفهمون علاقاتهم الاجتماعية عالميًا بهذه المصطلحات بشكل أساسي.
لقد أصبح منظور رعاية القرابة بشأن كينونة الروابط الاجتماعية وكيفية تصور الناس لها أقوى في أعقاب كتاب ديفيد إم شنايدر المؤثر "نقد دراسة القرابة" وكتاب هولاند اللاحق "الترابط الاجتماعي ورعاية القرابة: التوافق بين المناهج الثقافية والبيولوجية"، مما يوضح أنه بالإضافة إلى السجل الإثنوغرافي، تدعم النظرية والأدلة البيولوجية أيضًا منظور الرعاية بقوة أكبر من منظور الدم. يجادل كل من شنايدر وهولاند بأن نظرية الدم السابقة للقرابة مستمدة من امتداد غير مبرر للرموز والقيم من ثقافات الأنثروبولوجيين أنفسهم (انظر: الاستعراقية).